# Ali Alkatiri
Ali bin Amude Alkatiri (* 19. November 1945 in Loro Matan, Dili, Portugiesisch-Timor; † 15. September 2017 in Dili, Osttimor), Kampfname Mau Liku, war ein osttimoresischer Freiheitskämpfer.
Ali Alkatiri war der älteste Bruder des ehemaligen Premierministers Marí Bin Amude Alkatiri. Die Familie der Alkatiri sind die Nachkommen von arabischen Einwanderern aus dem Hadramaut im 19. Jahrhundert nach Timor kamen.
Ab 1975 war er Mitglied des Zentralkomitees der FRETILIN (CCF) und beteiligte sich am Kampf gegen die indonesische Besetzung (1975–1999), wofür er 2006 mit dem Ordem de Dom Boaventura ausgezeichnet wurde.
Er starb 2017 im Hospital Nacional Guido Valadares und wurde im muslimischen Friedhof von Taibesi bestattet.